# Kanton Bordeaux-8
Kanton Bordeaux-8 (fr. Canton de Bordeaux-8) je francouzský kanton v departementu Gironde v regionu Akvitánie. Tvoří ho pouze část města Bordeaux.